# Robbie Patterson IV
Robbie Patterson IV (Medford, ...) è un giocatore di football americano statunitense, che gioca come quarterback per i Panthers Parma.